# Pedaliodes puma
Pedaliodes puma är en fjärilsart som beskrevs av Otto Thieme 1905. Pedaliodes puma ingår i släktet Pedaliodes och familjen praktfjärilar. Inga underarter finns listade i Catalogue of Life.